# Đền Meenakshi
Đền Meenakshi, hay còn gọi là Meenakshi Amman hoặc Meenakshi-Sundareshwara, là ngôi đền Hindu có lịch sử lâu đời nằm ở bờ phía nam sông Vaigai, trung tâm thành phố đền thuộc Madurai, tiểu bang Tamil Nadu, Ấn Độ. Đền được thiết kế dành riêng cho nữ thần Meenakshi.
Meenakshi (tiếng Phạn: मीनाक्षी, n.đ. 'Mīnākṣī', tiếng Tamil: மீனாட்சி, n.đ. 'Mīṉāṭci') là hiện thân của nữ thần Parvati - vợ của thần Shiva. Đền Meenakshi tại Madurai là một trong những ngôi đền lớn của Hindu giáo dành riêng cho cô. Theo một lý thuyết, "Meenakshi" trong tiếng Phạn có nghĩa là "mắt cá", bắt nguồn từ các từ mina ("cá") và akshi ("mắt"). Theo lý thuyết khác, tên của nữ thần theo nghĩa đen có nghĩa là "những quy tắc của loài cá", xuất phát từ meen (cá) và aatchi (quy tắc) trong tiếng Tamil.